# Oliveto

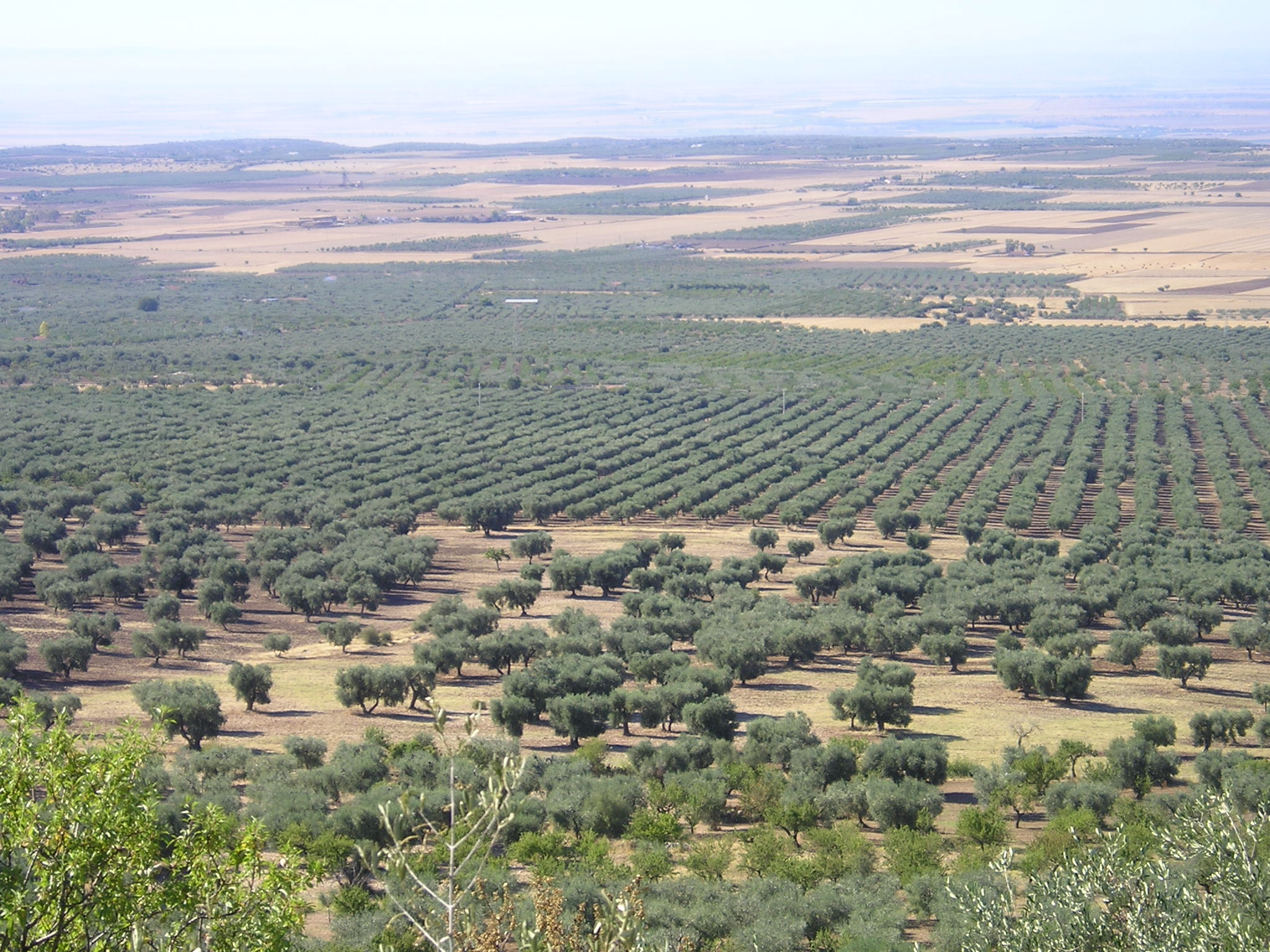
Oliveti a sesto irregolare (primo piano) e regolare (secondo piano), in Puglia

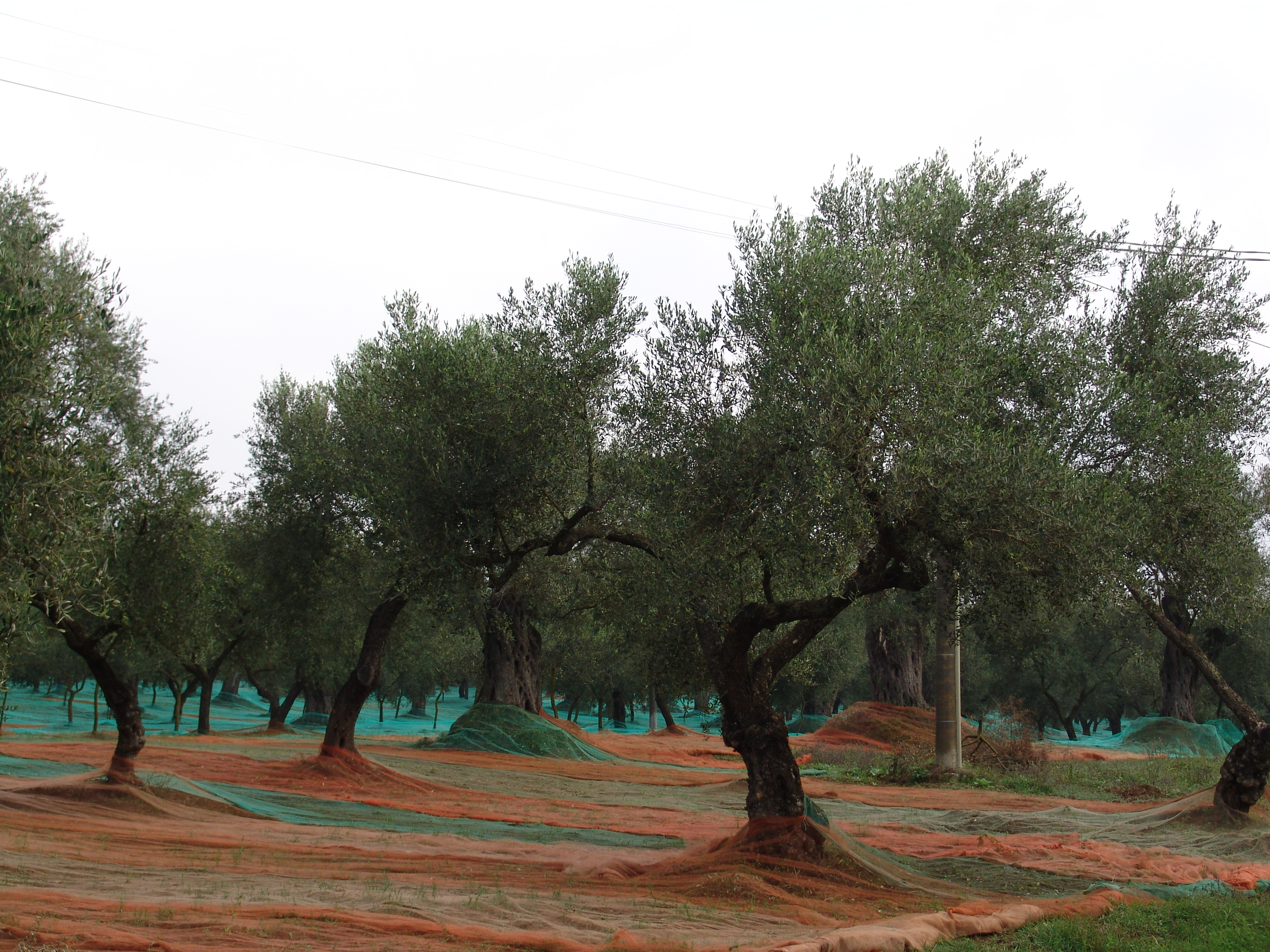
Un oliveto in Calabria, con reti a terra per la raccolta delle olive cadute

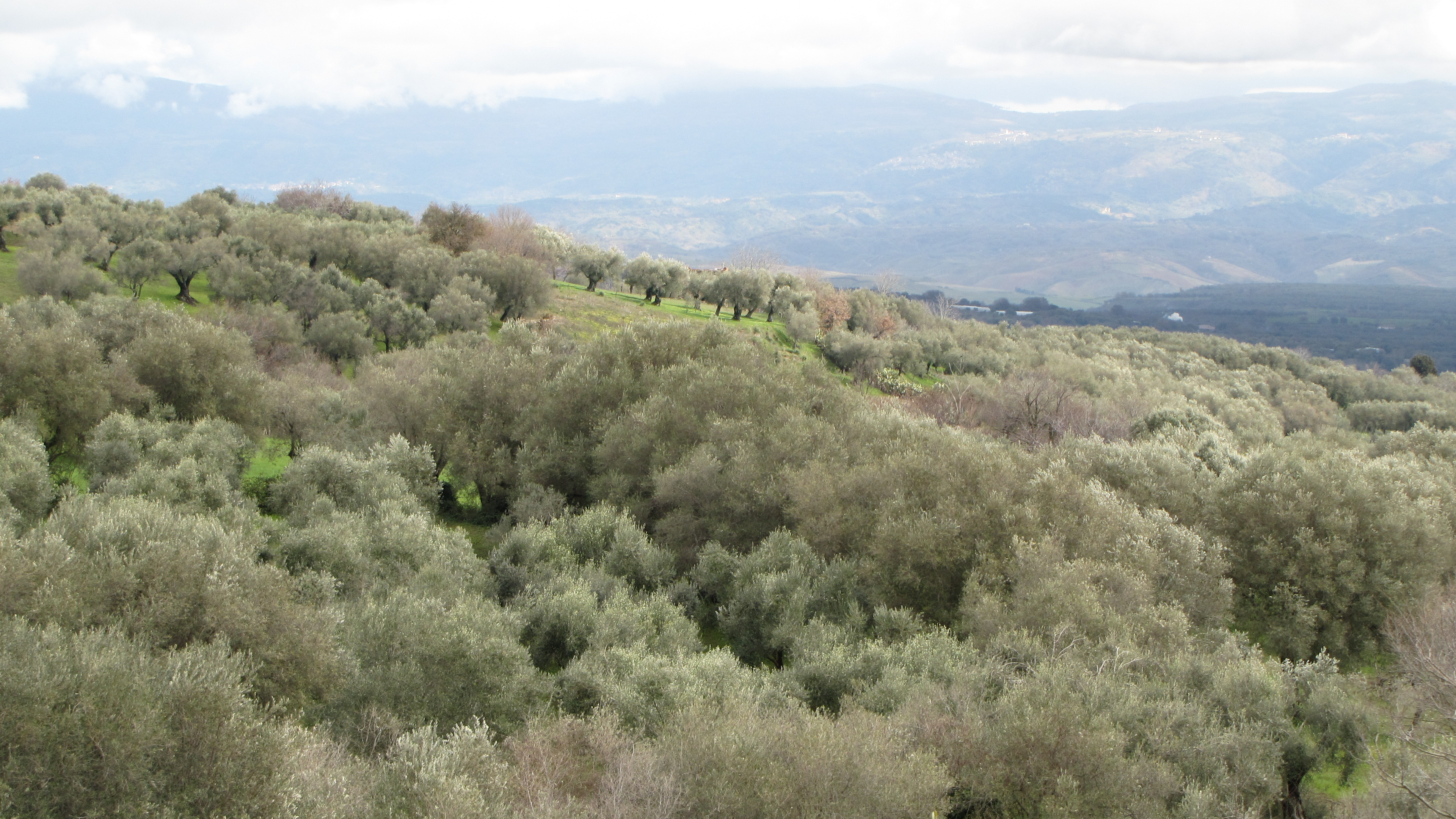
Uliveto a Filandari alla fine della raccolta delle olive

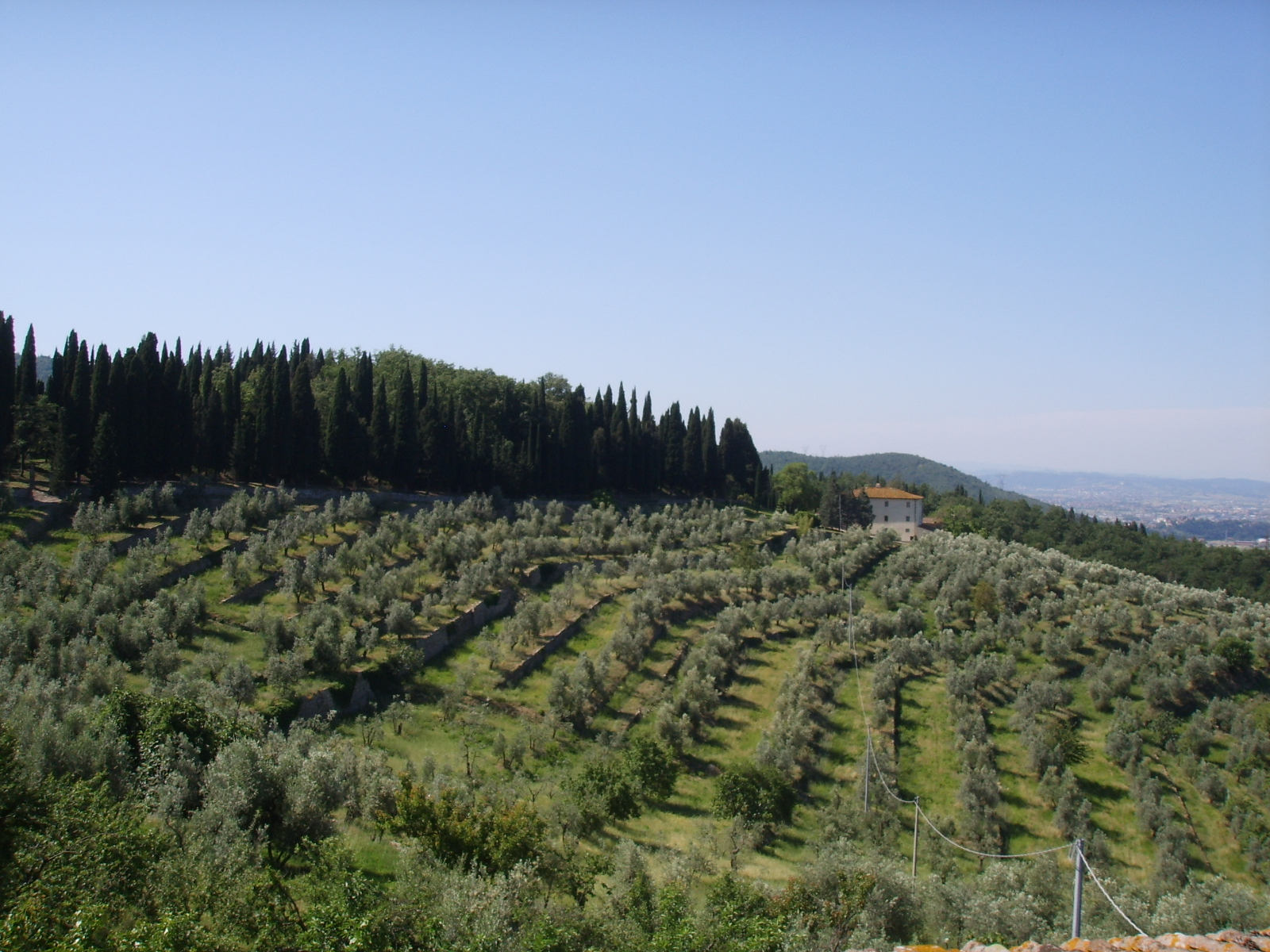
Oliveto nel Comune di Calenzano (Provincia di Firenze)

Un oliveto o uliveto è un terreno piantato a olivi, ma può essere considerato anche come il complesso degli olivi che vi sono piantati. È anche frequente come toponimo.
Dalla coltura di tale pianta si producono le olive dalle quali viene prodotto l'olio. L'olio ottenuto dalla spremitura di olive sane è detto extra vergine, in quanto ha subìto solamente processi meccanici e fisici, cioè frangitura ed estrazione o spremitura, e deve avere acidità massima di 0,8, oltre il quale è classificato come vergine o vergine corrente sino al lampante, quest'ultimo non commestibile. Tuttavia è impossibile trovare in vendita oli che non siano extra vergini.
L'olio di oliva che troviamo comunemente in vendita classificato appunto "Olio di Oliva" è ottenuto dalla raffinazione chimica degli oli lampanti e vergini con piccola aggiunta di extra vergine. Questo processo si ottiene con deodorazione e decolorazione mediante solventi chimici. Stesso discorso vale per l'olio di sansa, anch'esso ottenuto tramite solventi chimici.
Secondo gli ultimi dati Ismea del 2017, le regioni con maggiori piantagioni di oliveti sono la Puglia, la Calabria e la Sicilia.

## Piana degli ulivi millenari

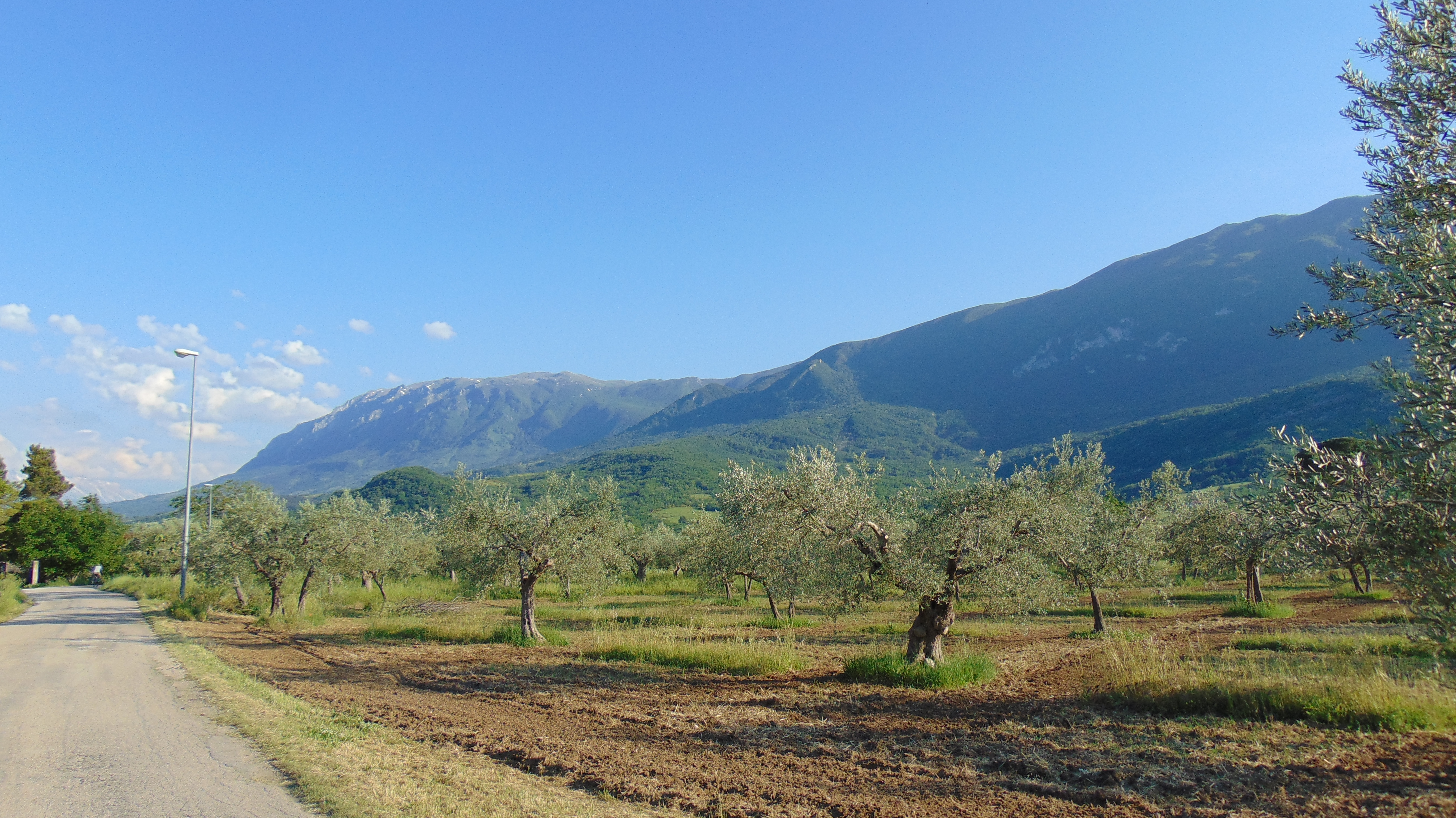
Oliveto nel Comune di Tocco da Casauria (Provincia di Pescara)

Nel brindisino, vi è la cosiddetta "Piana degli ulivi millenari", in cui si trovano le più vaste distese di ulivi millenari al mondo. La zona comprende i comuni di Fasano, Ostuni e Carovigno, in special modo le zone tra Montalbano, Villanova e la borgata Serranova di Carovigno.

## Ecologia
Gli oliveti sono stati coltivati fin dall’inizio in modo da ridurre al minimo gli interventi umani e rendendoli così un ambiente semi-naturale. Una coltura che svolge un’importante funzione ecologica e innalza il livello di biodiversità nel suo habitat grazie anche alla longevità, alle dimensioni e alle foglie sempreverdi. Tra la chioma, i tronchi cavi e le grandi radici trovano infatti rifugio e svernamento molte specie di animali. Gli oliveti ospitano un’abbondanza di artropodi, un gran numero di uccelli, di rettili (come la lucertola campestre, il geco, la raganella) e, specialmente in inverno, un cospicuo numero di mammiferi, come il riccio, la volpe, la faina e il pipistrello nano. 

Con una ricerca durata sette anni in 1800 ettari di oliveti nella provincia di Jaén in Spagna sono state censite 114 specie ornitologiche. Numero sorprendente per una zona agricola e pari al 60% delle specie presenti nel parco Sierras de Cazorla, Segura y Las Villas Natural Park, la più grande area protetta della Spagna e seconda d’Europa. Sono stati trovati verdoni, cardellini, gufi, upupe, cinciallegre, pernici, lucherini. In autunno compaiono uccelli migratori come luì, gruccione e pigliamosche, oltre ai primi uccelli svernanti come capinera, pettirosso, storno, tordo e cutrettola. Tra i rapaci troviamo lo sparviero, la poiana, il gheppio, il falco pellegrino, il gufo e l’aquila reale. In estate, di passaggio, anche nibbi, aquile sarde e aquile di mare. Di uccelli acquatici sono presenti diversi trampolieri, cormorano, garzetta, airone cenerino e germano reale provenienti dal fiume Guadiana Menor. Si aggiungono saltimpali, rigoli, assioli, passeri, rondini, averle grigie, tortore e il sassello dal petto rosso, giudicato vulnerabile.

## Regioni italiane per produzione di olio
| Posizione | Regione               | Quantità (Quintali) |
| --------- | --------------------- | ------------------- |
| 1ª        | Puglia                | 2.059.830           |
| 2ª        | Calabria              | 711.157             |
| 3ª        | Sicilia               | 523.810             |
| 4ª        | Lazio                 | 185.740             |
| 5ª        | Campania              | 164.140             |
| 6ª        | Toscana               | 154.960             |
| 7ª        | Abruzzo               | 144.464             |
| 8ª        | Basilicata            | 70.370              |
| 9ª        | Sardegna              | 63.700              |
| 10ª       | Marche                | 54.530              |
| 11ª       | Umbria                | 44.580              |
| 12ª       | Liguria               | 41.650              |
| 13ª       | Molise                | 36.010              |
| 14ª       | Emilia-Romagna        | 12.420              |
| 15ª       | Veneto                | 11.100              |
| 16ª       | Lombardia             | 5.720               |
| 17ª       | Trentino-Alto Adige   | 3.300               |
| 18ª       | Friuli-Venezia Giulia | 1.050               |
| 19ª       | Piemonte              | 80                  |
| 20ª       | Valle d'Aosta         | n.d.                |

Fonte: Ismea 2017